# Campeonato de Wimbledon 1998
Lista de los campeones del Campeonato de Wimbledon de 1998:

## Individual Masculino
Pete Sampras (USA) d. Goran Ivanišević (CRO), 6-7(2), 7-6(9), 6-4, 3-6, 6-2 

## Individual Femenino
Jana Novotná (CZE) d. Nathalie Tauziat (FRA), 6-4, 7-6(2) 

## Dobles Masculino
Jacco Eltingh/Paul Haarhuis (NED) d. Todd Woodbridge/Mark Woodforde (AUS), 2-6, 6-4, 7-6(3), 5-7, 10-8

## Dobles Femenino
Martina Hingis (SUI)/Jana Novotná (CZE) d. Lindsay Davenport (USA)/Natasha Zvereva (BLR), 6-3, 3-6, 8-6 

## Dobles Mixto
Serena Williams (USA)/Max Mirnyi (BLR) d. Mirjana Lucic (CRO)/Mahesh Bhupathi (IND), 6-4, 6-4 
| Predecesor: 1997                         | 'Campeonato de Wimbledon 1998' 1998 | Sucesor: 1999                           |
| Predecesor: Torneo de Roland Garros 1998 | Grand Slam 1998                     | Sucesor: Abierto de Estados Unidos 1998 |

- Datos: Q512632